# Revolution 2020
Revolution (2020) was een professioneel worstel-pay-per-view (PPV) evenement dat georganiseerd werd door All Elite Wrestling (AEW). Het was de eerste editie van Revolution en vond plaats op 29 februari 2020 in het Wintrust Arena in Chicago, Illinois. Het was de laatste evenement voordat de coronapandemie begon in maart.

## Matches
| Nr.   | Match | Winnaar(s)                              | Opmerkingen                                                                                             | Bron  |
| ----- | --- | --------------------------------------- | --- | ----- |
| 1DARK | Dr. Britt Baker, D.M.D. & Penelope Ford (met Kip Sabian) vs. Riho & Yuka Sakazaki                                                | Dr. Britt Baker, D.M.D. & Penelope Ford | Tag team match. Baker & Ford wonnen door submission. Opgenomen voor een toekomende aflevering van Dark. | [ 2 ] |
| 2P    | The Dark Order (Evil Uno & Stu Grayson) (met Alex Reynolds en John Silver) vs. SoCal Uncensored (Frankie Kazarian & Scorpio Sky) | The Dark Order                          | Tag team match.                                                                                         | [ 3 ] |
| 3     | Jake Hager vs. Dustin Rhodes | Jake Hager                              | Een-op-een match. Hager won door submission.                                                            | [ 3 ] |
| 4     | Darby Allin vs. Sammy Guevara | Darby Allin                             | Een-op-een match.                                                                                       | [ 3 ] |
| 5     | Kenny Omega & Adam Page (c) vs. The Young Bucks (Matt & Nick Jackson)                                                            | Kenny Omega & Adam Page                 | Tag team match voor het AEW World Tag Team Championship.                                                | [ 3 ] |
| 6     | Nyla Rose (c) vs. Kris Statlander                                                                                                | Nyla Rose                               | Een-op-een match voor het AEW Women's World Championship.                                               | [ 3 ] |
| 7     | MJF (met Wardlow) vs. Cody (met Arn Anderson en Brandi Rhodes)                                                                   | MJF                                     | Een-op-een match.                                                                                       | [ 3 ] |
| 8     | Pac vs. Orange Cassidy (met Chuck Taylor & Trent)                                                                                | Pac                                     | Een-op-een match. Pac won door submission.                                                              | [ 3 ] |
| 9     | Jon Moxley vs. Chris Jericho (c) (met Santana en Ortiz)                                                                          | Jon Moxley                              | Een-op-een match voor het AEW World Championship.                                                       | [ 3 ] |